# Части тела (телесериал)
«Ча́сти те́ла» (англ. Nip/Tuck) — американская телевизионная драма с элементами «чёрного» юмора, созданная Райаном Мёрфи и Брэдом Фэлчаком выходившая в эфир с 2003 по 2010 год.
Всего сериал получил 45 номинаций, завоевав премии «Golden Globe» и «Emmy Award». Создатель шоу Райан Мёрфи уверяет, что все медицинские случаи, показанные в сериале, взяты из жизни.

## Сюжет
Шон Макнамара и Кристиан Трой — два талантливых пластических хирурга, которые делают красивых женщин безупречными в собственной частной клинике, расположенной в Майами. Операции стоят невероятно дорого, и клиентки бывают готовы на всё, чтобы задержать ускользающую красоту или приумножить имеющуюся.
Шон и Кристиан не только партнёры в одном бизнесе, но и друзья. Однако между ними часто возникают разногласия из-за разного отношения к жизни, к своему делу и к женщинам.
Шон более серьёзный, старается полностью погрузиться в работу, чтобы отвлечься от проблем с женой и сыном-подростком. Клятва Гиппократа не пустые слова для Шона, он работает самоотверженно, даже готов делать бесплатные операции жертвам пожаров и действительно нуждающимся.
Эти благородные порывы Шона не находят отклика в сердце Кристиана, работающего исключительно ради денег и возможности завести интрижку с очередной пациенткой. Доллары, дамы и вино — вот что нужно Кристиану, и он пойдёт на всё, чтобы заполучить желаемое: ложь, обман, измену, шантаж и даже на убийство.

## В ролях
- Дилан Уолш — Шон Макнамара
- Джулиан Макмэхон — Кристиан Трой
- Джон Хенсли — Мэтт Макнамара
- Рома Маффиа — Лиз Круз
- Келли Карлсон — Кимбер Генри
- Джоэли Ричардсон — Джулия Макнамара
- Келси Линн Бэйтлэнн — Энни Макнамара
- Валери Крус — Грейс Сантьяго
- Джессалин Гилсиг — Джина Руссо
- Роберт ЛаСардо— Эскобар Галлардо
- Фамке Янссен — Эва Мур
- Бруно Кампос — Квентин Коста
- Рона Митра — Кит Макгро
- Санаа Лэтэн — Мишель Ландау
- Линда Клейн — Медсестра Линда
- Рэймонд Крус — Алехандро Перэз

## Приглашённые звёзды
Список актёров представлен в порядке появления их персонажей в сериале:
- Кейт Мара
- Габриэль Картерис
- София Буш
- Ванесса Редгрейв
- Даг Сэвант
- Лесли Бибб
- Лори и Джордж Шаппеллы
- Фионнула Флэниган
- Джек Коулман
- Ребекка Гейхарт
- Колин Игглсфилд
- Джоан Риверз
- Алек Болдуин
- Энн Хэч
- Кэти Бейкер
- Бриттани Сноу
- Брук Шилдс
- Кетлин Тёрнер
- Ричард Чемберлен
- Жаклин Биссет
- Рози О`Доннелл
- Аланис Мориссетт
- Катрин Денёв
- Джеймс Экхаус
- Брэдли Купер
- Оливер Платт
- Дафна Зунига
- Тиа Каррере
- Дженнифер Куллидж
- Анна-Линн Маккорд
- Марио Лопес
- Порша Де Росси
- Джон Шнайдер
- Роберт Гант
- Брайс Джонсон
- Шарон Глесс
- Дина Мейер
- Миша Коллинз
- Ричард Бёрджи
- Жилль Марини
- Роуз Макгоуэн
- Гарольд Гулд
- Мелани Гриффит
- Джефф Хэфнер
- Шон Пайфром

## Рейтинги
| Сезон            | Время показа   | Премьера         | Премьера                 | Премьера                                     | Финал           | Финал                    | Финал                                        | Количество зрителей, млн | Количество зрителей возрастом 18—49 лет, млн |
| Сезон            | Время показа   | Дата             | Количество зрителей, млн | Количество зрителей возрастом 18—49 лет, млн | Дата            | Количество зрителей, млн | Количество зрителей возрастом 18—49 лет, млн | Количество зрителей, млн | Количество зрителей возрастом 18—49 лет, млн |
| ---------------- | -------------- | ---------------- | ------------------------ | -------------------------------------------- | --------------- | ------------------------ | -------------------------------------------- | ------------------------ | -------------------------------------------- |
| Сезон 1          | Вторник, 22:00 | 22 июля 2003     | 3,7                      | 2,0                                          | 21 октября 2003 | 2,99                     | 2,1                                          | 3,25                     | 2,2                                          |
| Сезон 2          | Вторник, 22:00 | 22 июня 2004     | 3,8                      | 2,7                                          | 5 октября 2004  | 5,2                      | 3,6                                          | 3,8                      | 2,6                                          |
| Сезон 3          | Вторник, 22:00 | 20 сентября 2005 | 5,3                      | 3,7                                          | 20 декабря 2005 | 5,7                      | 3,9                                          | 3,9                      | 2,7                                          |
| Сезон 4          | Вторник, 22:00 | 5 сентября 2006  | 4,8                      | 3,4                                          | 12 декабря 2006 | 3,38                     | 2,38                                         | 3,9                      | 2,75                                         |
| Сезон 5. Часть 1 | Вторник, 22:00 | 30 октября 2007  | 4,3                      | 3,5                                          | 19 февраля 2008 | н/д                      | 2,41                                         | н/д                      | н/д                                          |
| Сезон 5. Часть 2 | Вторник, 22:00 | 6 января 2009    | 3,1                      | 2,4                                          | 3 марта 2009    | 3,8                      | 2,4                                          | н/д                      | н/д                                          |
| Сезон 6          | Среда, 22:00   | 14 октября 2009  | 2,9                      | 1,9                                          | 3 марта 2010    | 1,8                      | н/д                                          | н/д                      | н/д                                          |

## Награды
- 2004 — премия «Эмми» за лучший грим для сериала
- 2005 — «Золотой глобус» как лучший телевизионный сериал (драма)

## Путаница с сезонами
Из-за забастовки сценаристов съёмки второй части 5-го сезона были отложены, а позднее возобновлены — премьера новых серий состоялась на другом канале. Из-за этой неразберихи многие источники указывают, что в сериале 7 сезонов, хотя на самом деле их 6, поскольку пятый сезон состоит из двух частей. Неточности прекратились, когда сериал вышел полностью на DVD, где 5-й сезон состоял из двух бокс-сетов, а на обложке шестого сезона было заявлено «The Sixth & Final Season» («Шестой и последний сезон»).

## Саундтрек
| №   | Название                                                    | Длительность |
| --- | ----------------------------------------------------------- | ------------ |
| 1.  | «The Engine Room — A Perfect Lie (Gabriel & Dresden Remix)» | 3:27         |
| 2.  | «Poloroid — So Damn Beautiful»                              | 3:40         |
| 3.  | «Wax Poetic — Angels»                                       | 3:38         |
| 4.  | «Daniel Ash — Fever»                                        | 4:26         |
| 5.  | «Jazzupstarts — All The Way To The Top»                     | 3:34         |
| 6.  | «Kinky — The Headphonist»                                   | 4:28         |
| 7.  | «Chris Coco — Falling»                                      | 3:22         |
| 8.  | «Erin McKeown — Cosmopolitans (Tri-Factor Remix)»           | 5:49         |
| 9.  | «Client — Price Of Love»                                    | 3:18         |
| 10. | «Kirsty Hawkshaw — Just Be»                                 | 3:43         |
| 11. | «Bebel Gilberto — Lonely»                                   | 2:24         |
| 12. | «Alpha — Elvis»                                             | 3:18         |
| 13. | «Chungking — Following»                                     | 4:47         |
| 14. | «Syntax — Pride»                                            | 6:17         |
| 15. | «The Engine Room — A Perfect Lie (Theme Song)»              | 0:45         |
| 16. | «Gabriel & Dresden — Tracking Treasure Down (Bonus Track)»  | 3:50         |
| 17. | «Gabriel & Dresden Podcast»                                 | 5:52         |